# Liste der Autobahnen und Schnellstraßen in Slowenien

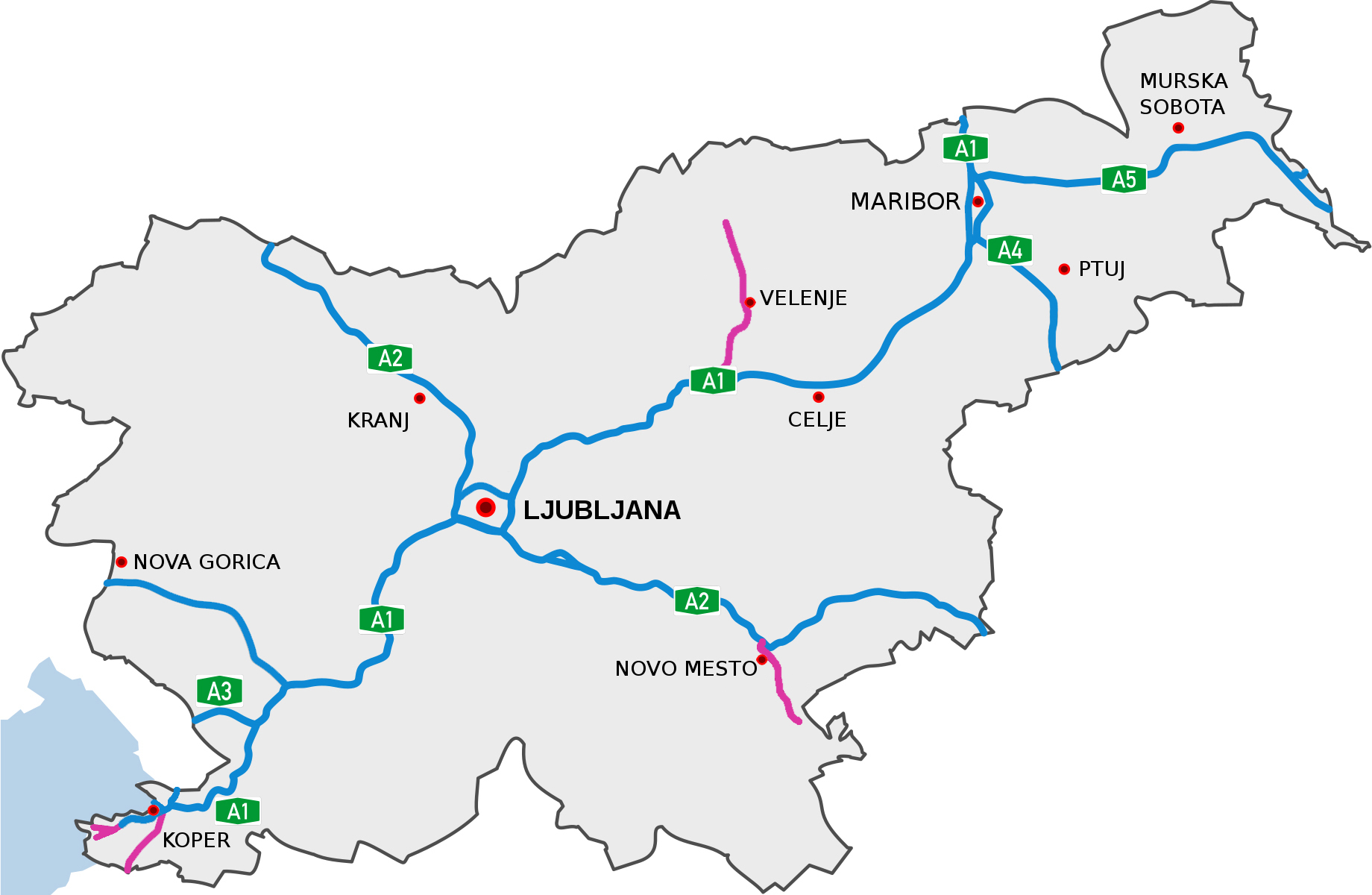
Autobahnen in Slowenien (Stand: Januar 2021)
für den Verkehr freigegeben
im Bau
in Planung (erster Abschnitt Velenje–Slovenj Gradec seit Anfang 2021 im Bau)

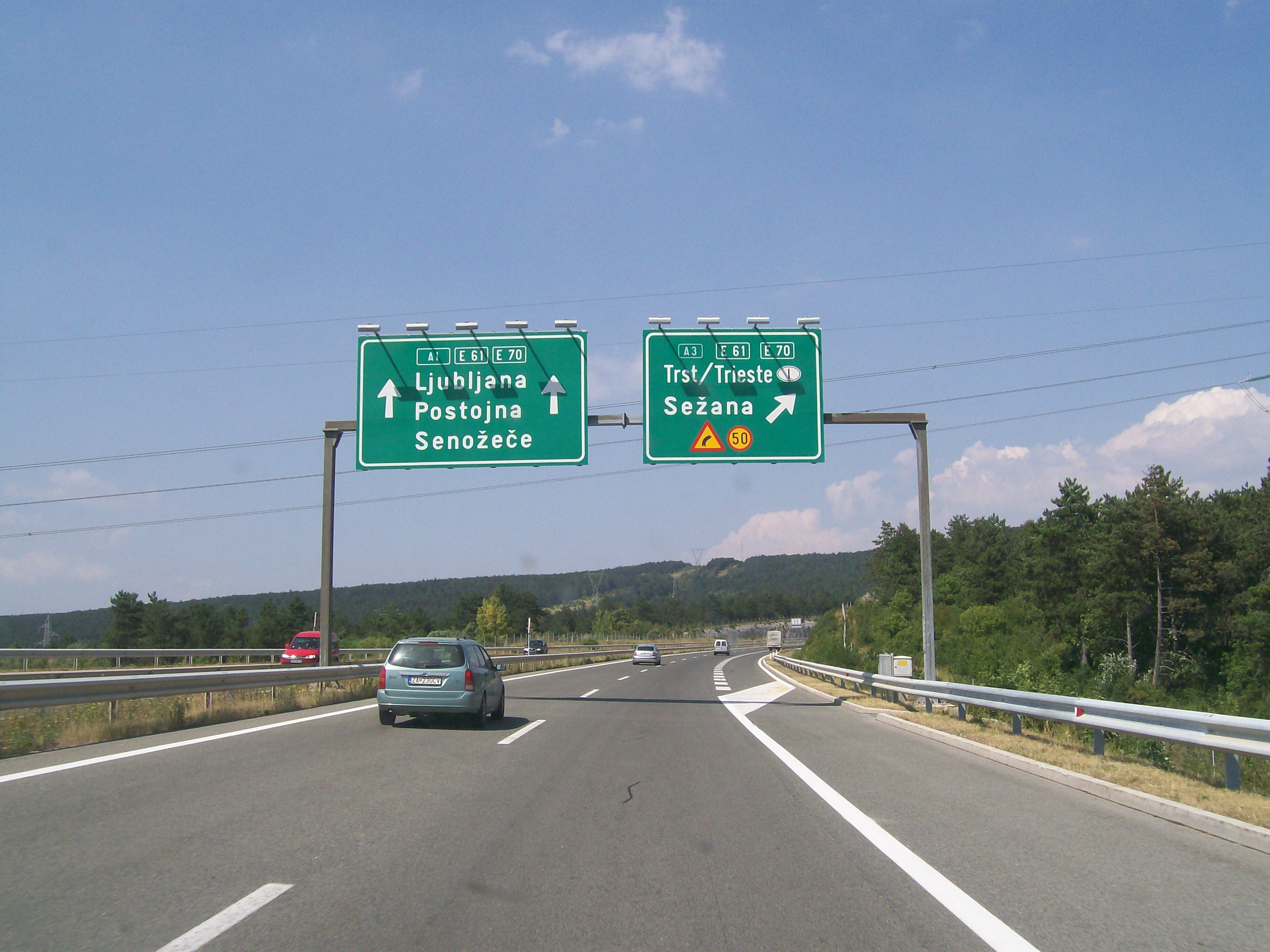
Grüne Hinweistafeln auf slowenischer Autobahn,
Knoten zwischen A1 und A3

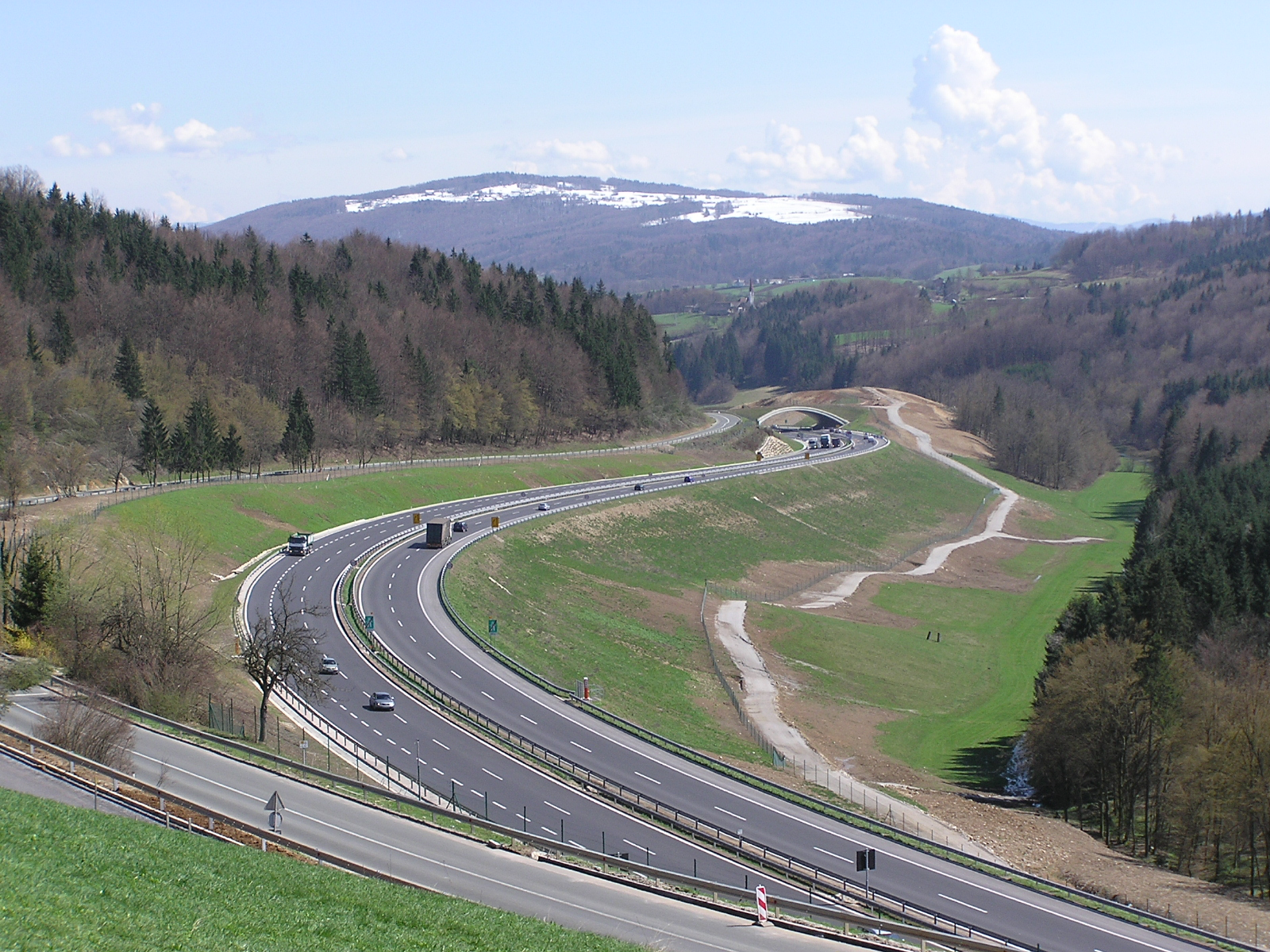
Autobahn A2

Diese Liste der Autobahnen und Schnellstraßen in Slowenien gibt einen Überblick über das hochrangige Straßennetz in Slowenien, erhebt jedoch keinen Anspruch auf Vollständigkeit. Im Jahr 2012 wies das Netz der Autobahnen (slowenisch: Avtoceste, Singular Avtocesta) im Land eine Länge von 528,5 Kilometern aus, zusätzlich gab es 70,2 Kilometer autobahnähnliche Schnellstraßen (slowenisch: Hitre Ceste, Singular Hitra Cesta). Im Bau befanden sich zu dieser Zeit 12,2 Kilometer Autobahnen und 10 Kilometer Schnellstraßen.
Bis zum Jahr 2013 sollte das Gesamtnetz an Autobahnen und Schnellstraßen auf insgesamt 660 Kilometer vergrößert werden.
Betreiber aller Autobahnen und Schnellstraßen ist die staatliche DARS (Družba za avtoceste v Republiki Sloveniji).

## Allgemeines
Die erlaubte Höchstgeschwindigkeit auf Autobahnen in Slowenien beträgt 130 Kilometer pro Stunde, auf Schnellstraßen 110 Kilometer pro Stunde. Die Hinweistafeln sind in Abstimmung mit anderen Ländern und in Anlehnung an die Europastraßen in Grün gehalten.

### Geschichte
Im Jahr 1972 wurde in Slowenien die erste Autobahnstrecke zwischen Vrhnika und Postojna mit einer Länge von 30,1 Kilometern eröffnet. Insgesamt sind bereits in jugoslawischer Zeit 198,40 Kilometer Autobahnen und Schnellstraßen gebaut worden. 1993 erfolgte die Gründung von DARS. Im Folgejahr 1994 begann das Betreiberunternehmen mit dem weiteren stetigen Ausbau des Netzes.
2009 erfolgte die Verkehrsfreigabe für die längste slowenische Autobahn A1. Sie verbindet Maribor (sowie das nördlich gelegene Graz) mit Ljubljana und der Hafenstadt Koper. Die Autobahn A2 und die Autobahn A5 wurden ebenfalls 2009 für den Verkehr freigegeben.

### Finanzierung
Im Jahr 2010 stehen DARS 243,40 Millionen Euro für den weiteren Ausbau sowie 55,71 Millionen Euro zur Instandhaltung des Autobahnnetzes zur Verfügung.

## Maut

### Verbindliche Festlegungen
Seit Juni 2008 gilt für Pkw bis maximal 3,5 Tonnen Gewicht auf Sloweniens Autobahnen anstelle der zuvor bestehenden streckenbezogenen Mautgebühr eine Vignettenpflicht. Zunächst wurde eine Halb- und eine Ganzjahresvignette festgelegt. Dies stieß bei der Europäischen Union und bei den Automobilclubs auf Widerstand, doch die slowenische Regierung beharrte auf ihrem Vignettenprogramm. 2009 kam es schließlich zu einer Einigung: Slowenien führte nun 7-Tages-, Monats- und Jahresvignetten ein.
Die gültigen Vignetten für Fahrzeugkategorie 2A (Vorderachsenhöhe unter 1,30 Meter) seither sind die Jahres- (117,50 Euro), die Monats- (32 Euro) und die 7-Tage-Vignette (16 Euro). Fahrzeuge mit einer Vorderachsenhöhe über 1,30 Meter müssen als Kategorie 2B jeweils den doppelten Preis entrichten, Motorräder jeweils den halben Preis der 2A Kategorie.
Seit Februar 2022 sind die Klebevignetten für PKW durch elektronische Vignetten abgelöst. Das System funktioniert seitdem mittels automatischer Nummernschilderkennung.
Für Lkw gilt seit April 2018 eine Abbuchung von kilometerweiser Streckenmaut mittels Mautbox (DarsGo).

### Besondere Mautstrecken
Für den Karawankentunnel ist in Fahrtrichtung Norden eine Sondermaut von 8,80 € zu entrichten. Die Maut in Fahrtrichtung Süden wird in Österreich erhoben.

## Autobahnen (Avtoceste)

Zeichen für die Autobahn

### Bestandsüberblick
Das Autobahnnetz bestand Anfang 2013 aus fünf Verbindungen. Die längste slowenische Autobahn war und ist die A1 mit ungefähr 240 Kilometer, die kürzeste die A3 mit einer Länge von über 11 Kilometer. Die A1 und die A2 schließen an das österreichische Autobahnnetz an. Die A3 verbindet das slowenische mit dem italienischen Autobahnnetz. Die A4 schließt an das kroatische Autobahnnetz an, die A5 an das ungarische. Die geplante Gesamtlänge aller Autobahnen beträgt etwa 540 Kilometer.
| Nummer      | Verlauf | Gesamtlänge | in Betrieb | im Bau | in Planung |
| ----------- | --- | ----------- | ---------- | ------ | ---------- |
| A1          | – Šentilj (österreichische Grenze) – Maribor – Celje – Ljubljana – Postojna – Koper                                    | 241,4 km    | 241,4 km   |        |            |
| A2          | – Karawankentunnel (österreichische Grenze) – Kranj – Ljubljana – Novo mesto – Brežice – Obrežje (kroatische Grenze) – | 173,0 km    | 173,0 km   |        |            |
| A3          | Divača – Fernetiči (italienische Grenze) –                                                                             | 011,7 km    | 011,7 km   |        |            |
| A4          | Slivnica – Hajdina – Draženci – Gruškovje (kroatische Grenze) –                                                        | 033,7 km    | 033,7 km   |        |            |
| A5          | Dragučova – Beltinci – Murska Sobota – Pince (ungarische Grenze) –                                                     | 080,9 km    | 080,9 km   |        |            |
| A6          | Postojna – Pivka – Ilirska Bistrica – Jelšane (kroatische Grenze) –                                                    | 037,5 km    | 00,00 km   |        | 37,5 km    |
| Gesamtlänge | Gesamtlänge | 578,2 km    | 540,7 km   |        | 37,5 km    |

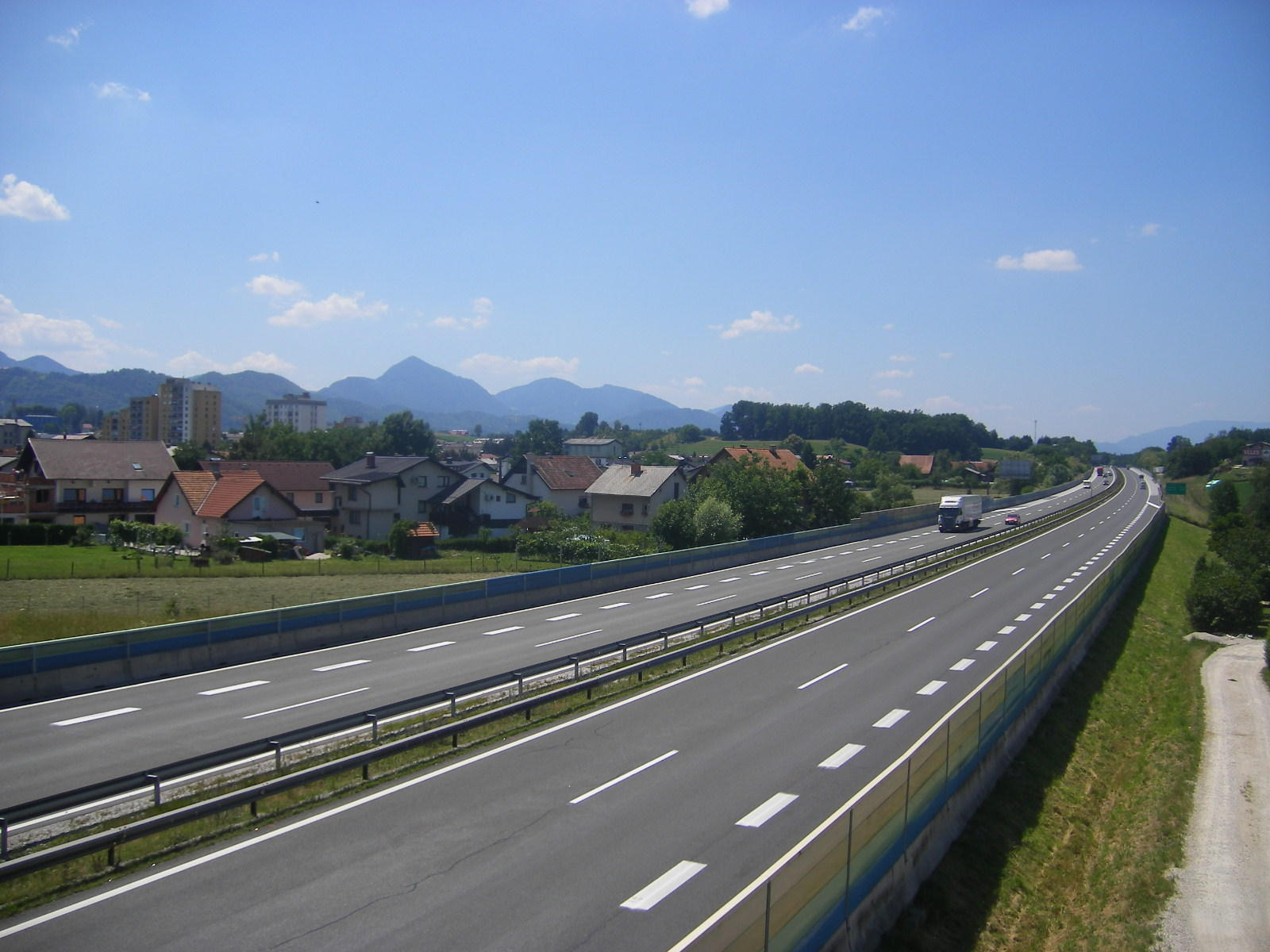
Autobahn A1 bei Celje
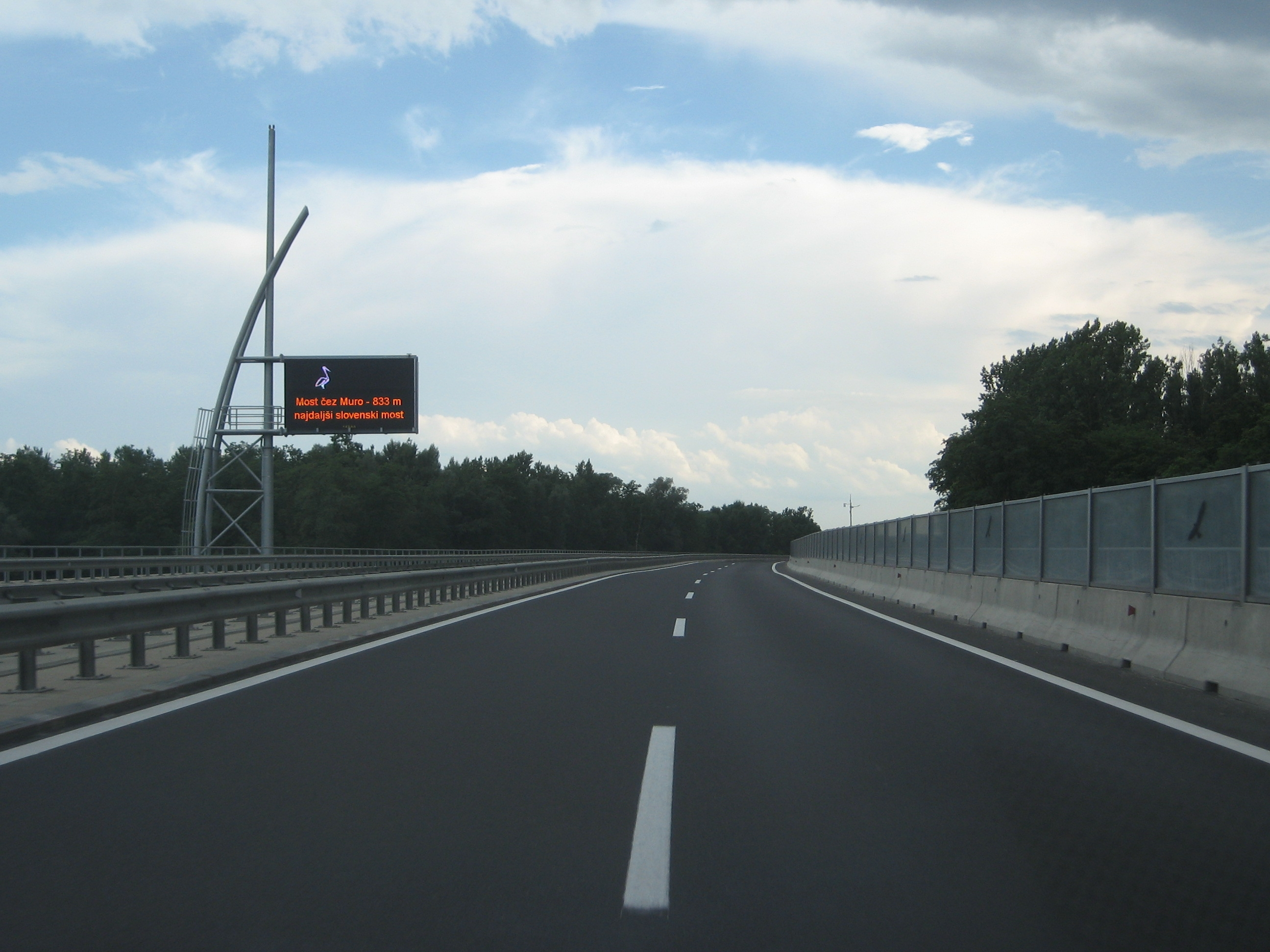
Autobahn A5 bei Murska Sobota

## Schnellstraßen (Hitre Ceste)

H4 kurz nach der italienischen Grenze bei Nova Gorica

Es gab Anfang 2020 fünf Schnellstraßen. Teilweise werden diese Schnellstraßen im Zuge des Autobahnausbaues zu Autobahnen hochgestuft und verschwinden auf diese Weise aus den Plänen oder sie werden zu Landstraßen herabgestuft.
Die längste Schnellstraße ist die H4 mit etwa 43 km. Weitere fünf Schnellstraßen befinden sich in Planung.
| Nummer      | Verlauf                                                                         | Gesamtlänge | in Betrieb | im Bau     |
| ----------- | ------------------------------------------------------------------------------- | ----------- | ---------- | ---------- |
| H3          | Teil des Autobahnringes Ljubljana, Verbindung zwischen und                      | 11,1 km     | 11,1 km    |            |
| H4          | Razdrto – Nanos – Ajdovščina – Vrtojba (italienische Grenze) –                  | 42,8 km     | 42,8 km    |            |
| H5          | Škofije (italienische Grenze) – Dekani – Koper – Dragonja (kroatische Grenze) – | 15,1 km     | 07,8 km    |            |
| H6          | Koper – Lucija – Portorož                                                       | 15,1 km     | 05,4 km    |            |
| H7          | Črni dol – Dolga vas (ungarische Grenze)                                        | 04,0 km     | 04,0 km    |            |
| H8          | Žalec – Velenje – Slovenj Gradec – Dravograd                                    | tw. in Bau  | tw. in Bau | tw. in Bau |
| H9          | Novo mesto – Tunnel Gorjanci – Semič – Črnomelj – Vinica (kroatische Grenze)    | in Planung  | in Planung | in Planung |
| ?           | Divača – Ilirska Bistrica                                                       | in Planung  | in Planung | in Planung |
| ?           | Slovenska Bistrica – Pragersko – Draženci – Ptuj – Ormož                        | in Planung  | in Planung | in Planung |
| Gesamtlänge | Gesamtlänge                                                                     | 88,1 km     | 71,1 km    |            |

| Nummer | Verlauf                                                 | Gesamtlänge | Stand                            |
| ------ | ------------------------------------------------------- | ----------- | -------------------------------- |
| H1     | Strecke befand sich auf der neu errichteten Autobahn A2 | 241 km      | zur Regionalstraße abgestuft     |
| H2     | – Maribor – Slivnica                                    | 9,9 km      | zur Regionalstraße 430 abgestuft |